# تومريس إينجر
تومريس إينجر (بالتركية: Tomris İncer)‏  (من مواليد 16 مارس 1948 ببلغاريا وتوفيت في 5 أكتوبر 2015، بإسطنبول)، هي ممثلة تركية شهيرة تعمل بمجال (المسرح، السينما والتلفزيون).
دخلت مجال الفن من خلال مسرح مدينة إسطنبول عام 1974، ومنها تألقت في العديد من الأفلام الروائية والمسلسلات التلفزيونية، إضافة إلى مشاركاتها في المسرح الخاص.
توفيت في 5 أكتوبر 2015 في المستشفى بعد صراع مع مرض السرطان

## أعمالها الفنية
شاركت تومريس إينجر في العديد من الأعمال الفنية المسرحية التركية ما حدى بها إلى مصاف أشهر نجمات المسرح التركي، وهو ما ظهر بنجاح في جل أعمالها التلفزيونية والسينمائية بفضل براعتها في تقمص الأدوار السلبية أو الإيجابية.

## روابط خارجية
- تومريس إينجر على موقع IMDb (الإنجليزية)
- تومريس إينجر على موقع ألو سيني (الفرنسية)
- تومريس إينجر على موقع كينوبويسك (الروسية)